# David Yallop
David Anthony Yallop (Londres, Inglaterra; 27 de enero de 1937-Ib., 23 de agosto de 2018) fue un escritor y guionista británico que escribió principalmente sobre crímenes no resueltos. En los años 1970 contribuyó también con algunos guiones para espectáculos cómicos de la BBC. Se casó dos veces y tuvo cinco hijos.
Falleció a los 81 años por complicaciones de Alzheimer.